# Zasada wywiadu
Zasada wywiadu (ang. approach principle) – w brydżu zasada dotycząca licytacji i systemów licytacyjnych i mówiąca o tym, że każda odzywka ma za zadanie przekazać partnerowi możliwie jak najwięcej informacji o rozkładzie i sile posiadanej karty tak, aby maksymalnie przybliżyć jej obraz partnerowi.
Zasada wywiadu została sformułowana i zastosowana przez Eliego Culbertsona w jego systemie licytacyjnym już w 1927 roku. Stała się ona jedną z podstawowych zasad licytacji naturalnej. Wprowadzenie tej zasady spowodowało, że licytacja zaczęła bardziej opierać się na logicznym myśleniu niż na zgadywaniu, co dodatkowo uatrakcyjniło grę w brydża.